# Cantonul Outarville
Cantonul Outarville este un canton din arondismentul Pithiviers, departamentul Loiret, regiunea Centru, Franța.

## Comune
- Andonville
- Aschères-le-Marché
- Attray
- Autruy-sur-Juine
- Bazoches-les-Gallerandes
- Boisseaux
- Charmont-en-Beauce
- Châtillon-le-Roi
- Chaussy
- Crottes-en-Pithiverais
- Erceville
- Greneville-en-Beauce
- Jouy-en-Pithiverais
- Léouville
- Montigny
- Oison
- Outarville (reședință)
- Tivernon